# قسم بردسرة الريفي (مقاطعة بروجرد)
قسم بردسرة الريفي (بالفارسية: دهستان بردسره) هي منطقة ريفية تقع في إيران في ناحية أشترينان. يقدر عدد سكانها بـ 7,530 نسمة .